# Škoda Octavia (1959)

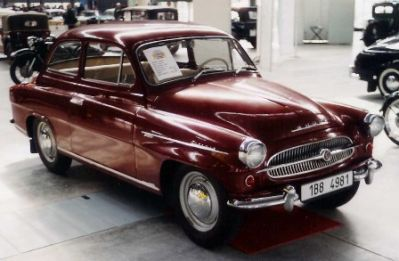
Škoda Octavia (typ 985)

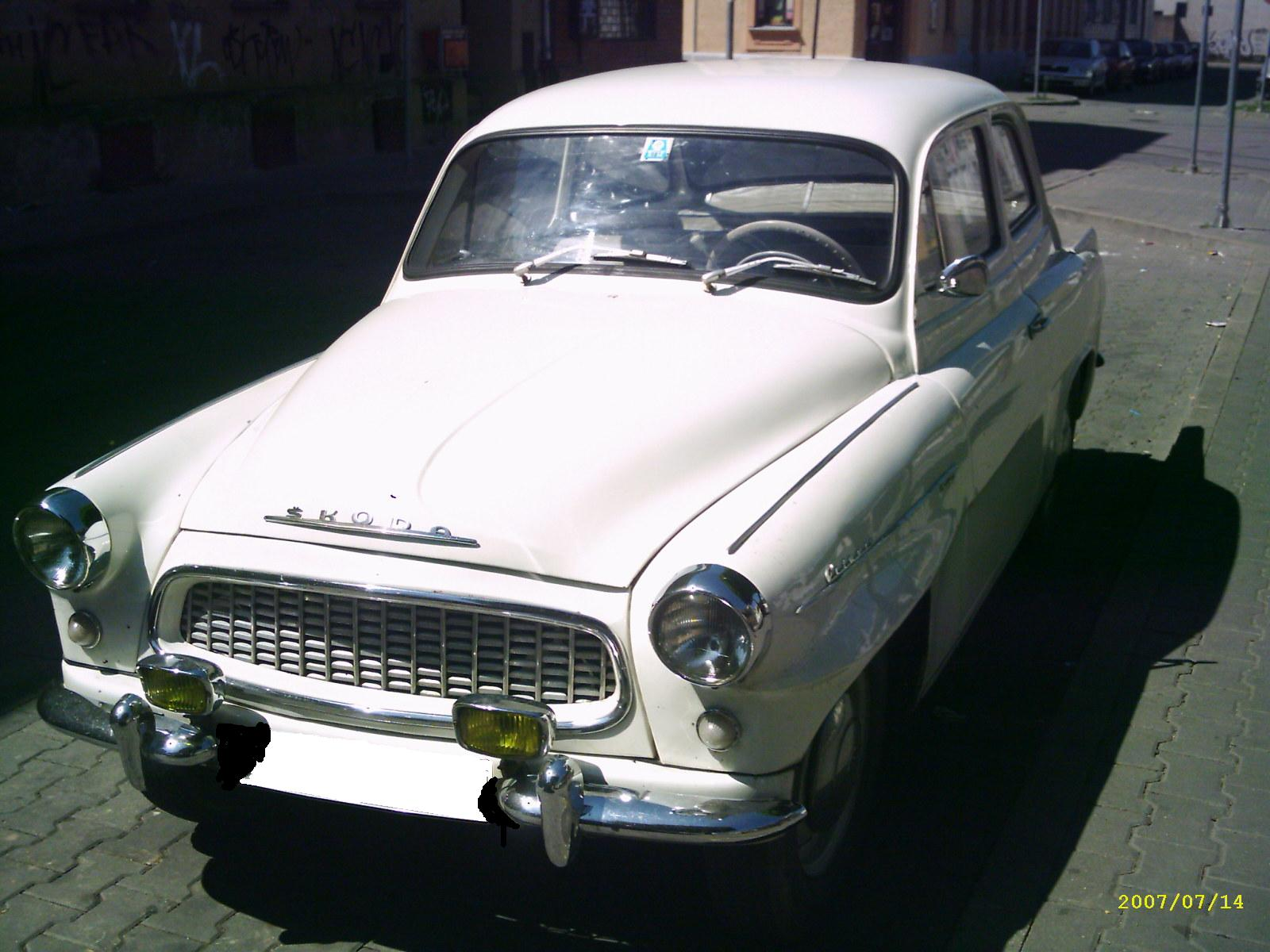
Škoda Octavia (typ 702)

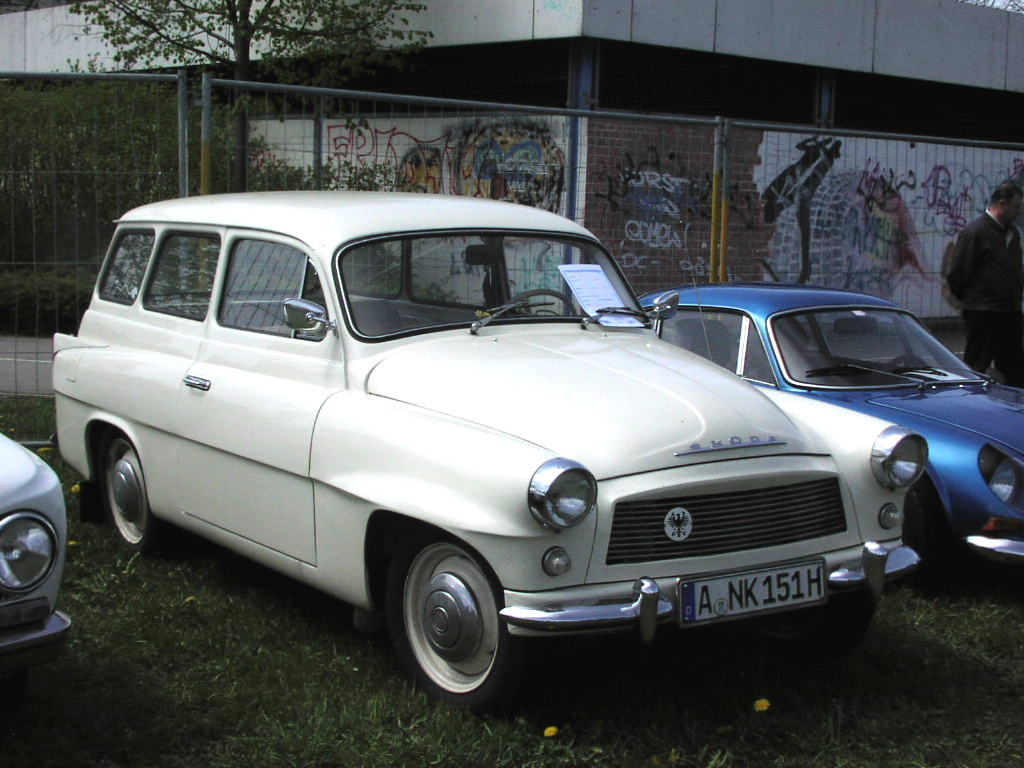
Škoda Octavia Combi

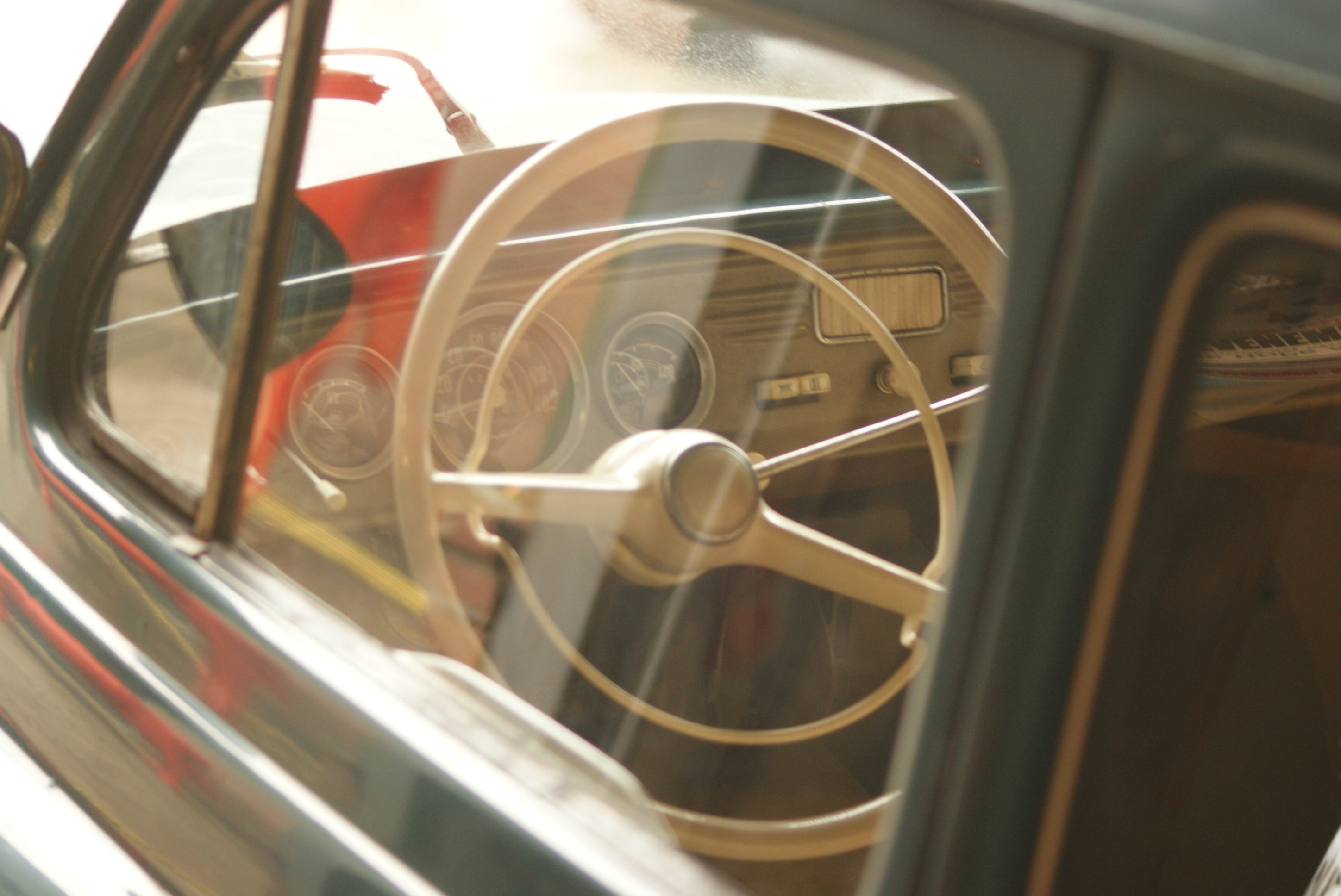
Deska rozdzielcza

Škoda Octavia − samochód osobowy produkowany w latach 1959−1971 w Mladej Boleslavi, następca modelu 440.
Na bazie Octavii wytwarzano także modele: Octavia Super (następca Škody 445), Octavia Touring Sport (TS), Octavia 1200 TS oraz Octavia Combi.
Po zakończeniu produkcji modelu podstawowego i wprowadzeniu na rynek Škody 1000 MB nadal trwała produkcja wersji kombi, którą zakończono w 1971 roku.
Dane techniczne:
Škoda Octavia typ 985 - lata produkcji: 1959 - 1961
- Silnik:
  - Pojemność: 1089 cm³
  - Moc: 29,4 kW (40 KM) przy 4200 obr./min
  - Maksymalny moment obrotowy: 68,6 Nm przy 2800 obr./min
  - Prędkość maksymalna: 110 km/h
  - Spalanie: 7,7 litra na 100 km
- Wymiary:
  - Długość: 4065 mm
  - Szerokość: 1600 mm
  - Wysokość: 1430 mm
- Masa całkowita: 1270 kg

Škoda Octavia Super typ 993 - lata produkcji: 1959 - 1961
- Silnik:
  - Pojemność: 1221 cm³
  - Moc: 33,1 kW (45 KM) przy 2500 obr./min
  - Maksymalny moment obrotowy: 84,3 Nm przy 2500 obr./min
  - Prędkość maksymalna: 115 km/h
  - Spalanie: 8 litrów na 100 km
- Wymiary:
  - Długość: 4065 mm
  - Szerokość: 1600 mm
  - Wysokość: 1430 mm
  - Rozstaw osi: 2390 mm
- Masa całkowita: 1270 kg

Škoda Octavia TS (Touring Sport) typ 995 - lata produkcji: 1960 - 1964
- Silnik:
  - Pojemność: 1089 cm³
  - Moc: 36,8 kW (50 KM) przy 5500 obr./min
  - Maksymalny moment obrotowy: 74,5 Nm przy 3500 obr./min
  - Prędkość maksymalna: 128 km/h
- Spalanie: 9 litrów na 100 km
- Wymiary:
  - Długość: 4065 mm
  - Szerokość: 1600 mm
  - Wysokość: 1430 mm
- Masa całkowita: 1270 kg

Škoda Octavia 1200 TS (Touring Sport) typ 999 - lata produkcji: 1960 - 1964
- Silnik:
  - Pojemność: 1221 cm³
  - Moc: 40,4 kW (55 KM) przy 5100 obr./min
  - Maksymalny moment obrotowy: 86,2 Nm przy 3500 obr./min
  - Prędkość maksymalna: 130 km/h
- Spalanie: 9,5 litra na 100 km
- Wymiary:
  - Długość: 4065 mm
  - Szerokość: 1600 mm
  - Wysokość: 1430 mm
- Masa całkowita: 1270 kg

Škoda Octavia typ 702 - lata produkcji: 1961 - 1964
- Silnik:
  - Pojemność: 1089 cm³
  - Moc: 30,9 kW (42 KM) przy 4500 obr./min
  - Maksymalny moment obrotowy: 73,5 Nm przy 3000 obr./min
  - Prędkość maksymalna: 115 km/h
- Wymiary:
  - Długość: 4065 mm
  - Szerokość: 1600 mm
  - Wysokość: 1430 mm
- Masa całkowita: 1270 kg

Škoda Octavia Super typ 703 - lata produkcji: 1961 - 1964
- Silnik:
  - Pojemność: 1221 cm³
  - Moc: 34,6 kW (47 KM) przy 4500 obr./min
  - Prędkość maksymalna: 118 km/h
- Wymiary:
  - Długość: 4065 mm
  - Szerokość: 1600 mm
  - Wysokość: 1430 mm
  - Rozstaw osi: 2390 mm
- Masa całkowita: 1270 kg

Škoda Octavia Combi typ 993 C - lata produkcji: 1961
- Silnik:
  - Pojemność: 1221 cm³
  - Moc: 34,6 kW (47 KM) przy 4500 obr./min
  - Maksymalny moment obrotowy: 85,3 Nm przy 3000 obr./min
  - Prędkość maksymalna: 115 km/h
- Wymiary:
  - Długość: 4065 mm
  - Szerokość: 1600 mm
  - Wysokość: 1430 mm
  - Rozstaw osi: 2390 mm
- Masa całkowita: 1365 kg

Škoda Octavia Combi typ 703 C - lata produkcji 1961 - 1969
- Silnik:
  - Pojemność: 1221 cm³
  - Moc: 34,6 kW (47 KM) przy 4500 obr./min
  - Maksymalny moment obrotowy: 85,3 Nm przy 3000 obr./min
  - Prędkość maksymalna: 115 km/h
- Wymiary:
  - Długość: 4065 mm
  - Szerokość: 1600 mm
  - Wysokość: 1430 mm
  - Rozstaw osi: 2390 mm
- Masa całkowita: 1365 kg

Škoda Octavia Combi typ 704 - lata produkcji 1969 - 1971
- - Pojemność: 1221 cm³
  - Moc: 37,5 kW (51 KM) przy 4600 obr./min
  - Maksymalny moment obrotowy: 88,2 Nm przy 3000 obr./min
  - Prędkość maksymalna: 115 km/h
  - Spalanie: 8,6 litra na 100 km
- Wymiary:
  - Długość: 4065 mm
  - Szerokość: 1600 mm
  - Wysokość: 1430 mm
  - Rozstaw osi: 2390 mm
- Masa całkowita: 1365 kg